# 白井政法
白井 政法（しらい まさのり、天保9年（1838年） - 慶応4年7月29日（1868年9月15日））は、幕末の長州藩士。通称は小四郎で、白井小四郎として知られる。
天保9年（1838年）、長門国に白井某の子として生まれる。白井家は本姓を源氏とした。
その後、高杉晋作が結成した奇兵隊に参加する。
戊辰戦争では、二本松の戦いに長州藩の第四大隊一番小隊に編成され、装条銃中間として出陣。
松坂門入口を通りかかった時、潜んでいた二本松少年隊の生き残りである成田才次郎が馬に乗った先頭の白井に向って突進してきた。白井は瞬時に突っ込んでくるのを子供と見抜き、手を出さないよう兵を制し、道を開けたところを才次郎の突きを胸部に浴びて落馬した。激昂した部下が才次郎を殺そうとするのを制止し、己の不覚であると才次郎を殺さないように命令したと伝えられている。
なお、才次郎は生け捕りされることを拒んで刀を奮って抵抗し、弾丸が当たって戦死している。
「天晴な少年、遺族によく伝えよ」と遺言して3日間ばかりの後、二本松鳥谷長添山において死去した。享年31。戒名は先功院寂姓深念居士。
墓所は福島県二本松市竹田町の真行寺に存在する。
才次郎の父・成田外記右衛門は亡くなるまで白井の墓参を欠かさなかったと伝えられている。

## 登場する作品
- 八重の桜(2013年・NHK大河ドラマ) - 演：多田広輝